# 鳳停寺

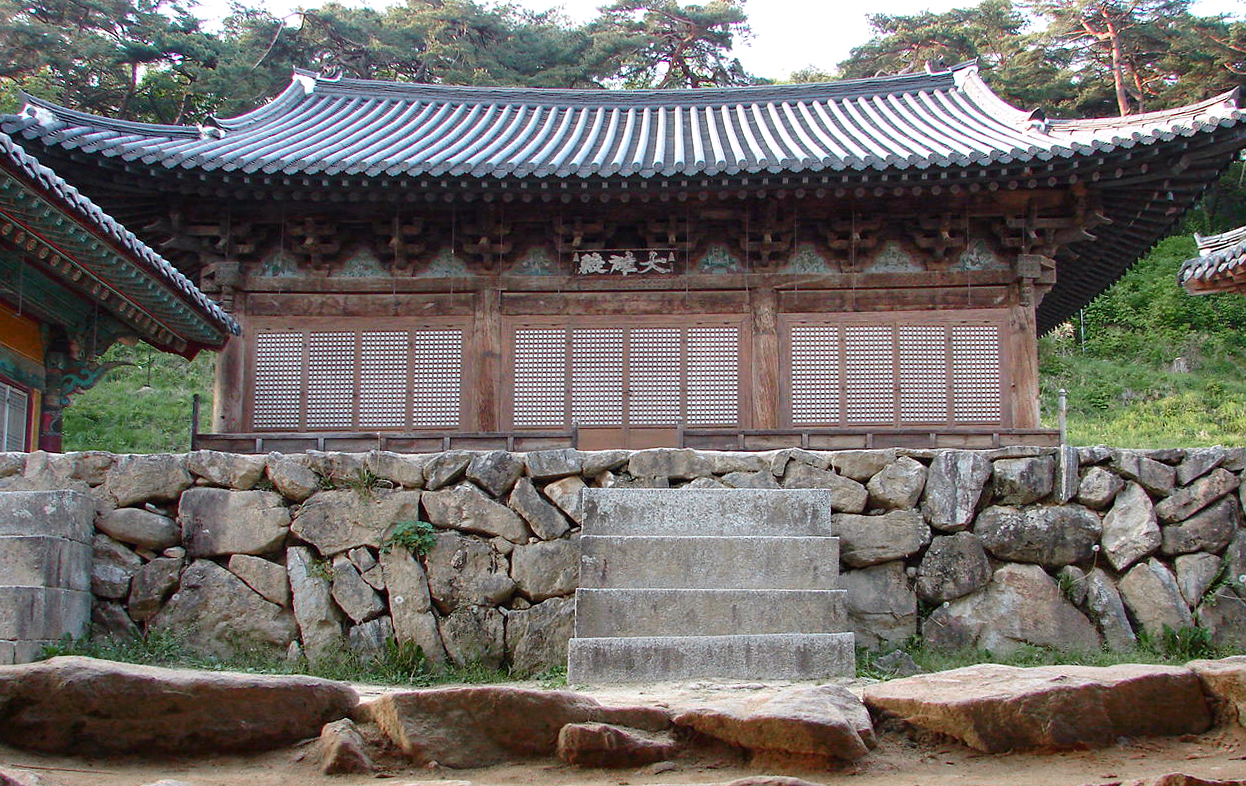
大雄殿（国宝311号）

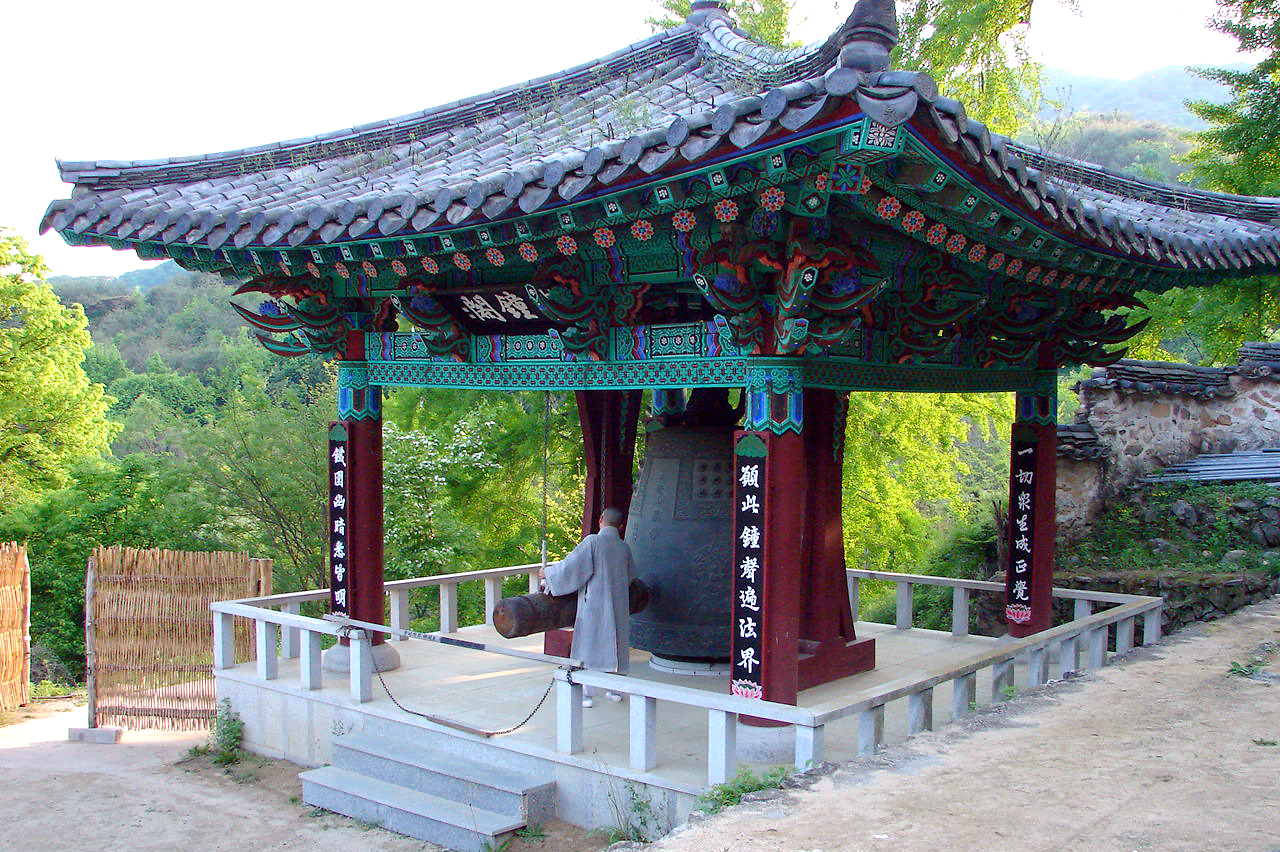
古今堂(宝物第449号)

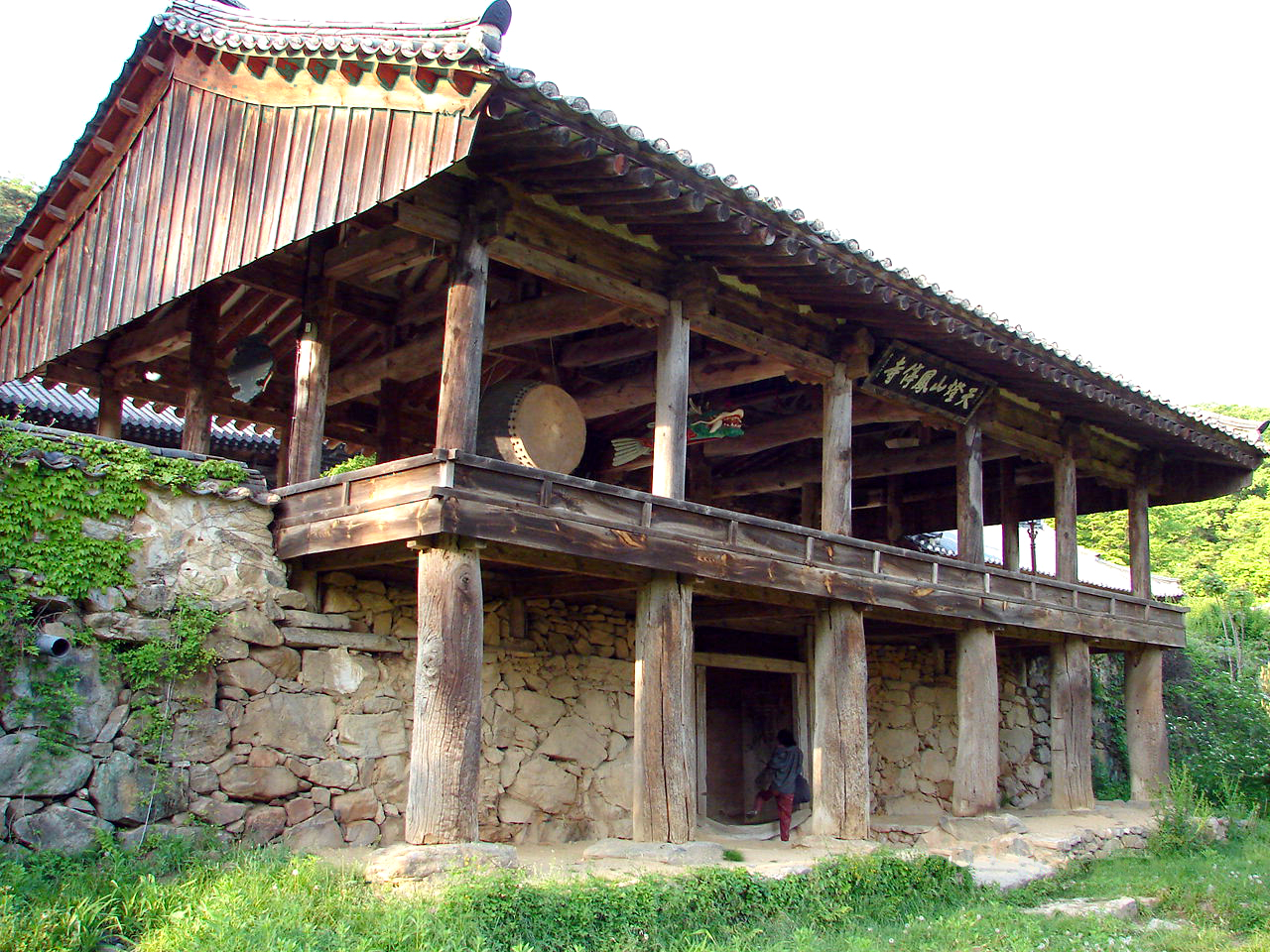
徳輝楼（万歳楼）

鳳停寺（ほうていじ、ポンジョンサ）は、慶尚北道安東市にある仏教寺院である。韓国仏教の最大勢力である曹渓宗（大韓仏教曹渓宗）の第16教区本寺である孤雲寺の末寺にあたる。韓国で最古の木造建築の一つとされる極楽殿（国宝第15号）で知られている。

## 歴史
寺の創建は新羅の時代の672年（文武王12年）とされる。海東華厳宗の創始者である義湘の弟子、能人の創建と伝えられる。義湘の創建と考えられてきたが、1972年に極楽殿が解体補修された際に発見された1625年(仁祖3年)の上梁文は、創建者を能人と記している。
なお、1625年（仁祖3年）の上梁文には、1363年（恭愍王12年）に屋根を修理したことが記録されており、少なくとも高麗中期にあたる1363年以前に極楽殿が建てられたことがわかった。建立年代に関する確実な資料はないが、現在鳳停寺極楽殿が韓国最古の木造建物の一つといわれている根拠はこの上梁文によるものである。
1999年に英国のエリザベス女王が初訪韓した際、女王は鳳停寺を訪問した。鳳停寺の芳名録に「静かな山寺、鳳停寺で韓国の春を迎える」と書きこんだという。

## 伝説
義湘が紙で鳳を作って飛ばし、その紙の鳳が降りたった所に建てたのが鳳停寺という伝説がある。また一説には、義湘が華厳祈祷を行うため山に登ったら、天女が現われ松明を灯し、青馬が先導して今の大雄殿の位置に立ち止まったため、山の名前を天燈山とし、青馬が立ち止まったことを記念して寺名を鳳停寺としたという伝説もある。いずれも義湘が創建者であることを前提にしている。

## 文化財
- 極楽殿（国宝第15号）
- 大雄殿（国宝第311号）